# ノコヘリマルガメ
ノコヘリマルガメ（Cyclemys dentata）は、爬虫綱カメ目イシガメ科マルガメ属に分類されるカメ。マルガメ属の模式種。

## 分布
インドネシア（ジャワ島、スマトラ島、ボルネオ島）、シンガポール、タイ南西部、フィリピン（パラワン島、スールー諸島）、ブルネイ、マレーシア
模式標本の産地（模式産地）はジャワ島（インドネシア）。

## 形態
最大甲長21センチメートルとマルガメ属最小種。背甲は扁平で、上から見ると楕円形や卵型。椎甲板にはキールが入るが、成体では不明瞭な個体もいる。後部縁甲板はやや鋸状に尖るが、成体では不明瞭な個体もいる。種小名dentataは「歯のある」の意で、後部縁甲板の突起に由来し和名と同義。背甲の色彩は暗褐色や暗褐色、黒で、一部に不明瞭な暗色の斑点や筋模様が入る個体もいる。背甲と腹甲の継ぎ目（橋）には黒い筋模様が入らない。左右の股甲板の継ぎ目の長さ（間股甲板長）は、左右の肛甲板の継ぎ目の長さ（間肛甲板長）よりも短い。左右の肛甲板の間には浅い切れ込みが入り、切れこみの角度は鋭角。腹甲の色彩は黄褐色や淡褐色一色か、細い放射状の暗色斑が入る
頭頂部の色彩は暗赤褐色や灰褐色で、不規則な小型の暗色斑が入る個体もいる。側頭部から頸部にかけて褐色や赤褐色、黄褐色のやや細い筋模様が入る。喉の色彩は灰褐色で、黄褐色の筋模様や虫食い状の斑紋が入る。
卵は長径5.5-5.7センチメートル、短径3-3.5センチメートル。幼体は背甲が上から見ると円形で、キールや縁甲板の鋸歯が明瞭。明瞭な縁甲板の鋸歯も含めて上から見た幼体の背甲が木の葉形に見える事が英名（leaf=葉っぱ）の由来。

## 分類
核DNAやミトコンドリアDNAの塩基配列からの分子系統学的解析ではニシキバラマルガメやヒガシキバラマルガメ、ミナミクロハラマルガメと単系統群を形成すると推定され、中でも同所的に分布するミナミクロハラマルガメに最も近縁だと考えられている。ミナミクロハラマルガメとは自然下でも交雑していると考えられている。
フィリピンやボルネオ島の個体群をC. ovataとして独立種とする説もあったが、分子系統学的解析では本種とDNAが一致する事からシノニムとされる。

## 生態
主に標高1,000メートル以下にある森林内を流れる水深の浅い河川や池沼、水田、その周辺などに生息する。半水棲ないし半陸棲。薄明薄暮時や夜間に活動する事もある。
食性は雑食と考えられている。
繁殖形意は卵生。オスはメスの周囲を追いかけて交尾を迫る。1回に2-4個の卵を年に4-5回に分けて産む。メスは生後7-10年で性成熟する。

## 人間との関係
生息地や中華人民共和国では食用とされることもある。
開発による生息地の破壊、食用の乱獲などにより生息数は減少している。
ペットとして飼育されることもあり、日本にも輸入されている。流通量はやや多く、主に野生個体が流通する。安価で流通することや野生個体が主に流通するため輸送の状態や扱いが悪く、状態を崩したまま流通する個体も多かった。以前はリーフタートルとして本種（マルガメ属）とオオヤマガメの幼体が区別されずに販売される事もあり、マルガメ属全体の分類が混乱している事から本種の名前で同属他種が流通していると考えられている。
アクアリウム、アクアテラリウム、成体は大型の水場を設けたテラリウムなどで飼育される。やや低温に弱い（特に幼体）ためケージ内は保温する。飼育下では人工飼料や乾燥飼料にも餌付く。協調性は良く複数飼育でも問題が起こりづらいものの、発情したオスは同種他種問わずに噛みつき交尾を迫るため場合によっては隔離する。

## 画像

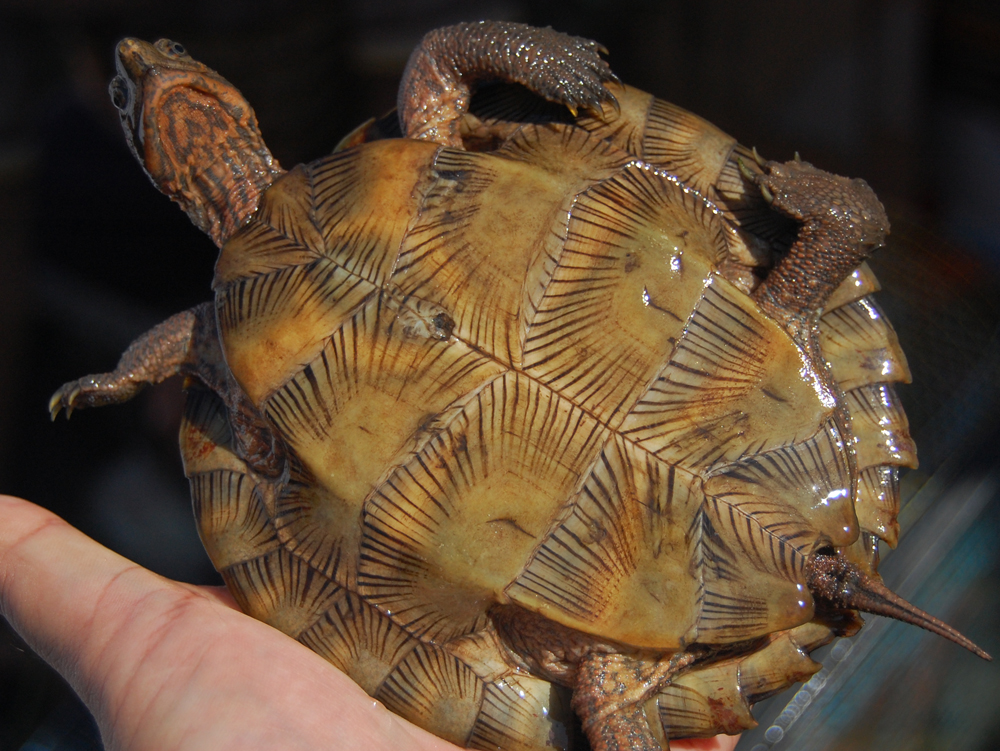
腹甲
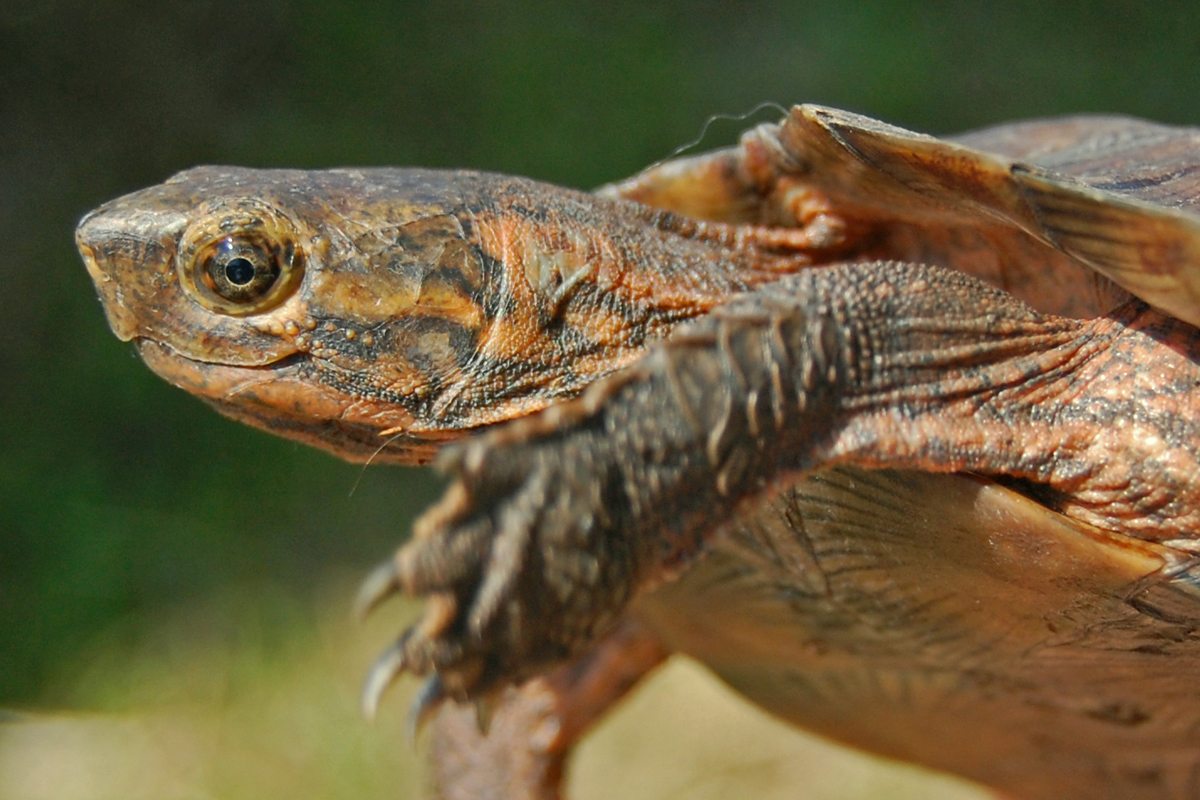
頭部